# Deșertul Sonora
Deșertul Sonora, sau Deșertul sonoran, în engleză Sonoran Desert, în spaniolă Desierto de Sonora (uneori numit Gila Desert după numele râului omonim, Gila River), este un deșert nord-american, care acoperă părți însemnate din statele american  Arizona și mexican Sonora, respectiv porțiuni semnificative ale sudului și sud-estului statului american  California, precum și o bună parte a nordului statului mexican Baja California.
Deșertul Sonora este unul dintre cele mai mari și mai fierbinți deșerturi din America de Nord cu o suprafață de aproximativ 312.000 km 2, sau de 120,000 mile2.  Deșertul conține o varietate unică de plante și animale dintre care varietățile de cactuși saguaro și organ pipe sunt printre cele mai notabile plante, respectiv coiotul , șopârla veninoasă "Monstrul Gila" și "falsa viperă de deșert" sunt cele mai cunoscute animale.
La 17 ianuarie 2001 circa 2.008 de km² (sau 496,337 acri din Deșertul Sonora din partea Statelor Unite au fost declarate monument al naturii (la nivel național) formând en  Sonoran Desert National Monument. 

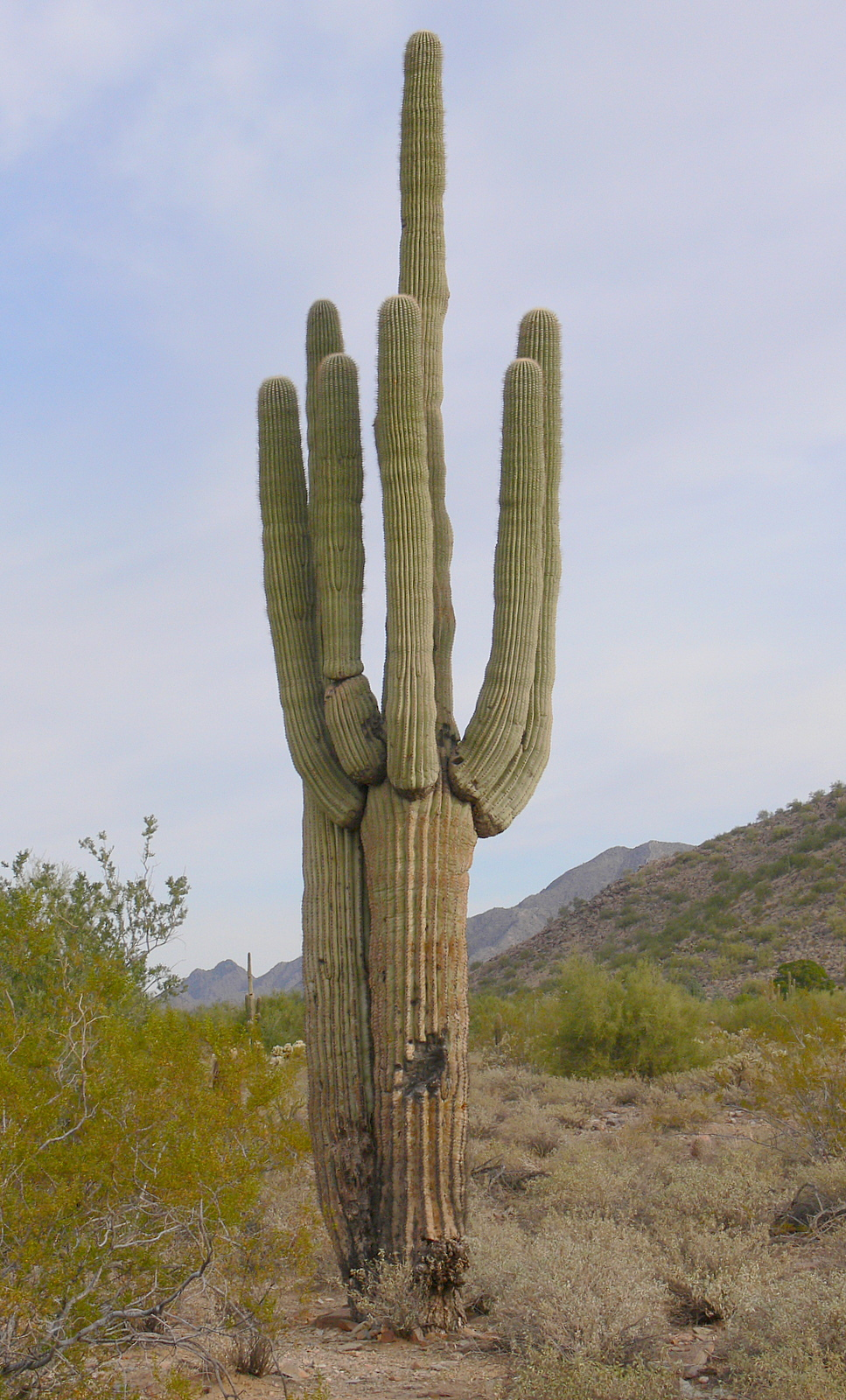
Imagine 2 - Deșertul Sonora -- Un organ pipe cactus impunător

## Așezare geografică
Începând dinspre vest, Deșertul Sonora se desfășoară în jurul nordului Golfului California, care se găsește în nordul statului mexican Baja California, continuînd spre nord în sudul și sud-estul statului american California, apoi se extinde în întreaga treime sudică a statului american Arizona și se încheie în statul mexican Sonora, ocupând părți însemnate din nordul, nord-vestul și vestul acestuia.   
Deșertul Sonora este mărginit la vest de lanțul muntos numit Lanțul peninsular, în engleză Peninsular Ranges, care îl separă de ecosistemele sau zonele distincte ale Californiei numită California chaparral and woodlands și de sub-regiunea unui alt "deșert dintr-un deșert", cea a Deșertului Baja California, care ocupă mai mult din jumătatea sudică a peninsulei Baja California vezi Arhivat în 11 septembrie 2003, la Wayback Machine..  Spre nord, Sonoran Desert tranziționează spre deșerturile reci Mojave, Great Basin și cel al Platoului Colorado.  Spre est și nord-est, deșertul se transformă treptat în pădurile de conifere ale zonei temperate a Arizonei, iar respectiv spre vest înspre masivul Sierra Madre și pădurile sale de stejar de mare altitudine.  Înspre sud, de-a lungul coastei Pacificului a Mexicului deșertul Sonora tranziționează spre așa-numitele păduri tropicale uscate ale statului mexican Sinaloa, trecând prin alte două sub-ecosisteme din statul Sonora.

## Ecosistemele Deșertului Sonora

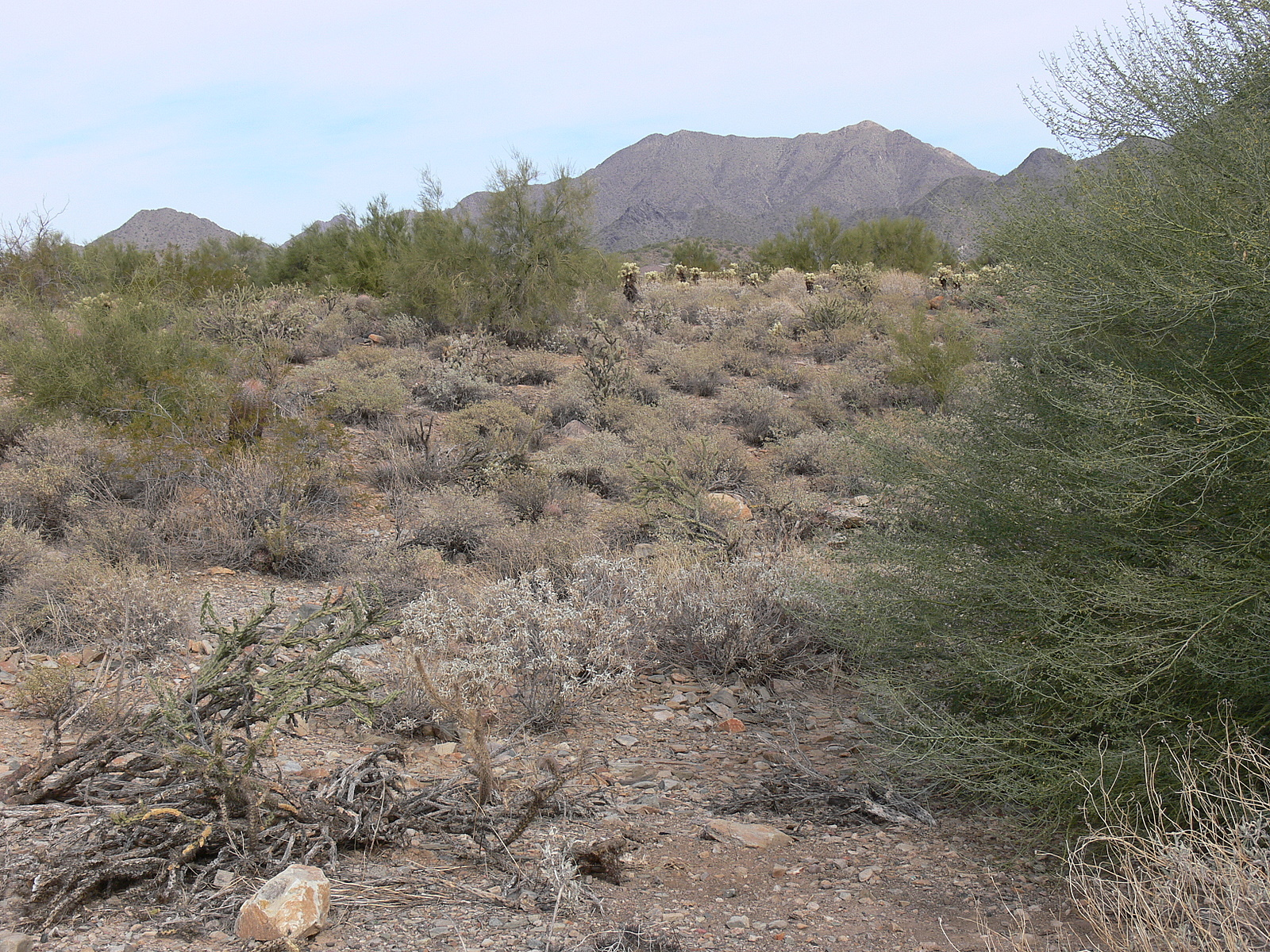
Imagine 3 - Deșertul Sonora -- Deșertul Sonora la nord de Scottsdale, Arizona; în prim plan se poate observa vegetația tipică acestui tip de deșert.

Alte sub-regiuni deșertice incluse în Desierto de Sonora sunt Deșertul Colorado și Deșertul Yuma.  În anul 1951, geo-botanistul Forrest Shreve a publicat lucrarea Vegetația deșertului Sonora (în original, Vegetation of the Sonoran Desert), în care recunoștea șapte sub-regiuni sau sub-ecosisteme diferite în ceea ce cunoaștem azi sub denumirea generică de Deșertul Sonora: 
- Lower Colorado Valley, Valea inferioară [a râului] Colorado,
- Arizona Upland, Platoul Arizonei,
- Plains of Sonora, Câmpiile Sonorei,
- Foothills of Sonora, Zona deluroasă a Sonorei,
- Central Gulf Coast, Zona centrală a coastei golfului,
- Vizcaino Region, Regiunea Vizcaino, și
- Magdalena Region, Regiunea Magdalena.  (vedeți prezentarea An Overview of the Sonoran Desert Arhivat în 21 ianuarie 2003, la Wayback Machine., O prezentare generală a deșertului Sonora)

Astăzi, mulți ecologiști consideră regiunile numite de Shreve Vizcaino și Magdalena, care se găsesc în partea vestică a jumătății sudice a peninsulei Baja Califonia ca fiind un ecosistem total separat, Deșertul Baja California.

### Conexiuni către parcuri și zone de agrement din Deșertul Sonora
- Saguaro National Park Page Arhivat în 11 octombrie 2014, la Wayback Machine.
- Sonoran desert (World Wildlife Fund)
- South Mountain Park / Preserve Arhivat în 24 aprilie 2000, la Wayback Machine.

## O galerie de imagini

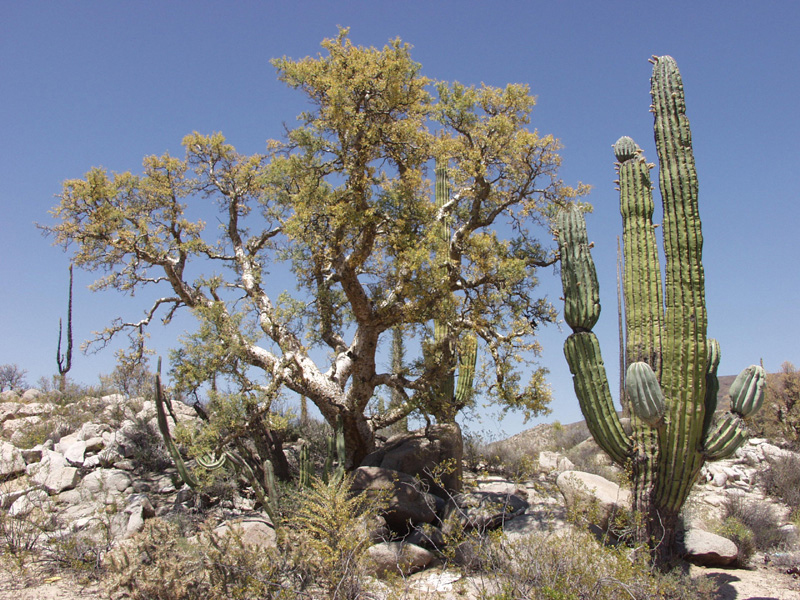
Imagine 4 - Deşertul Sonora -- "Copacul elefant" (denumire binomială, Pachycormus discolor), Copalquín, Deşertul Baja California, Regiunea Cataviña
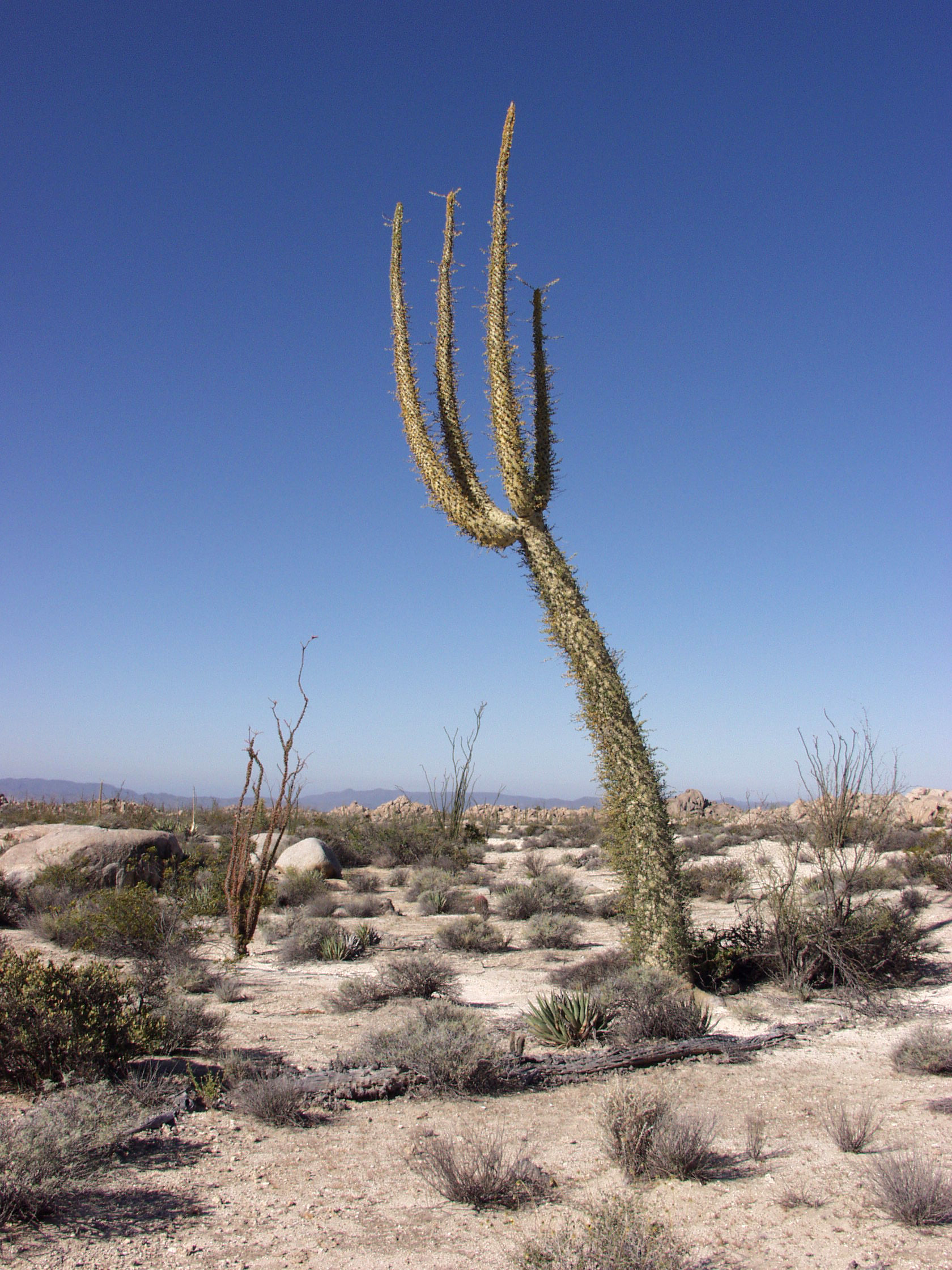
Imagine 5 - Deşertul Sonora -- "Copacul Boojum" (Cirio columnaris), specie endemică penisulei Baja California, Mexic
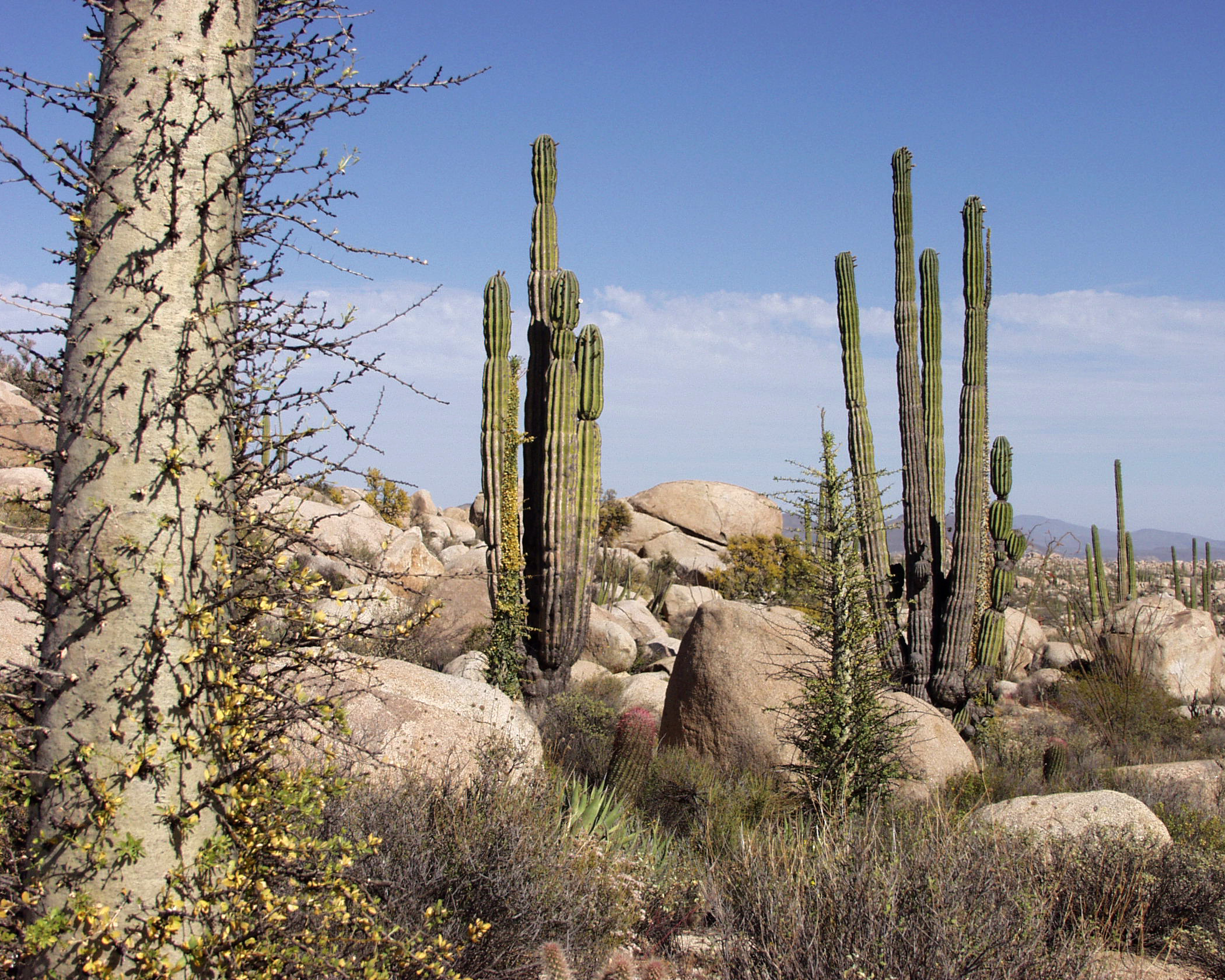
Imagine 6 - Deşertul Sonora -- Imagine tipică a sub-ecosistemului Deşertului Baja California
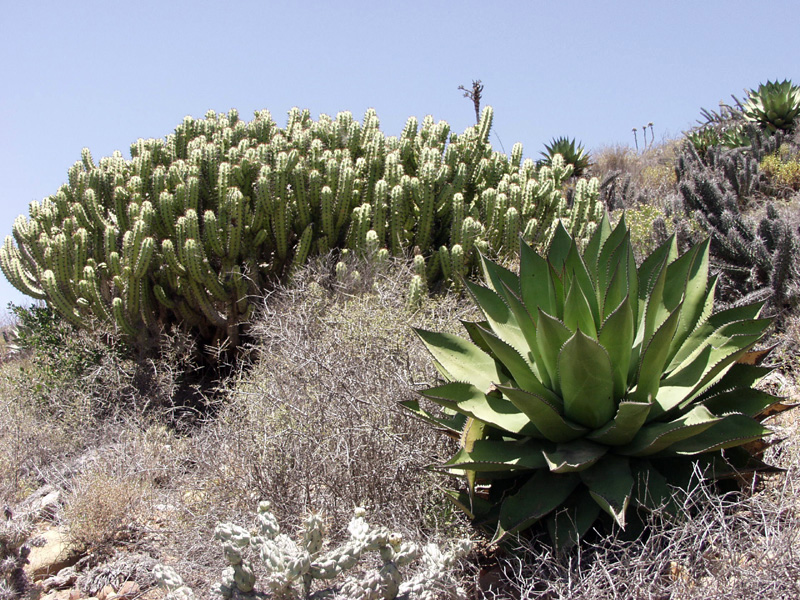
Imagine 7 - Deşertul Sonora -- Plante frecvent întâlnite în Deșertul Sonora, un gen de cactus și o varietate de agavă, Deşertul Baja California

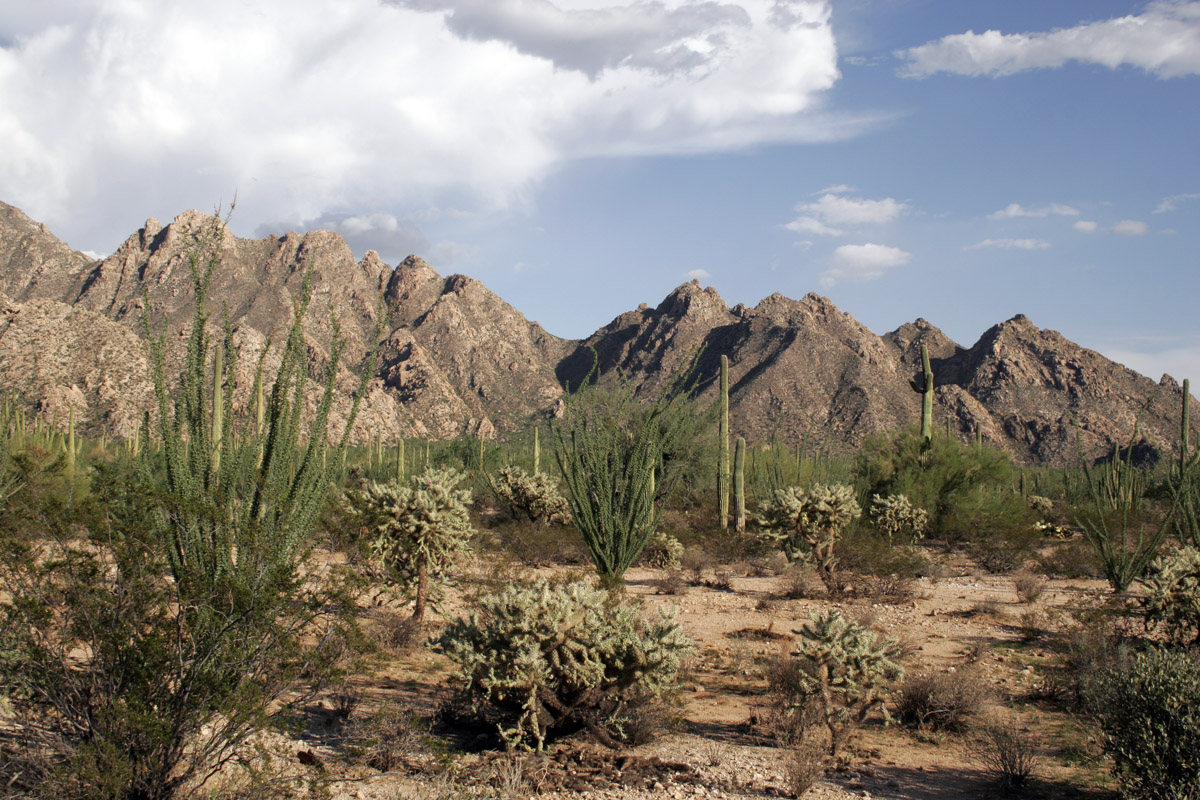
Imagine 8 - Deşertul Sonora -- undeva în Mexico
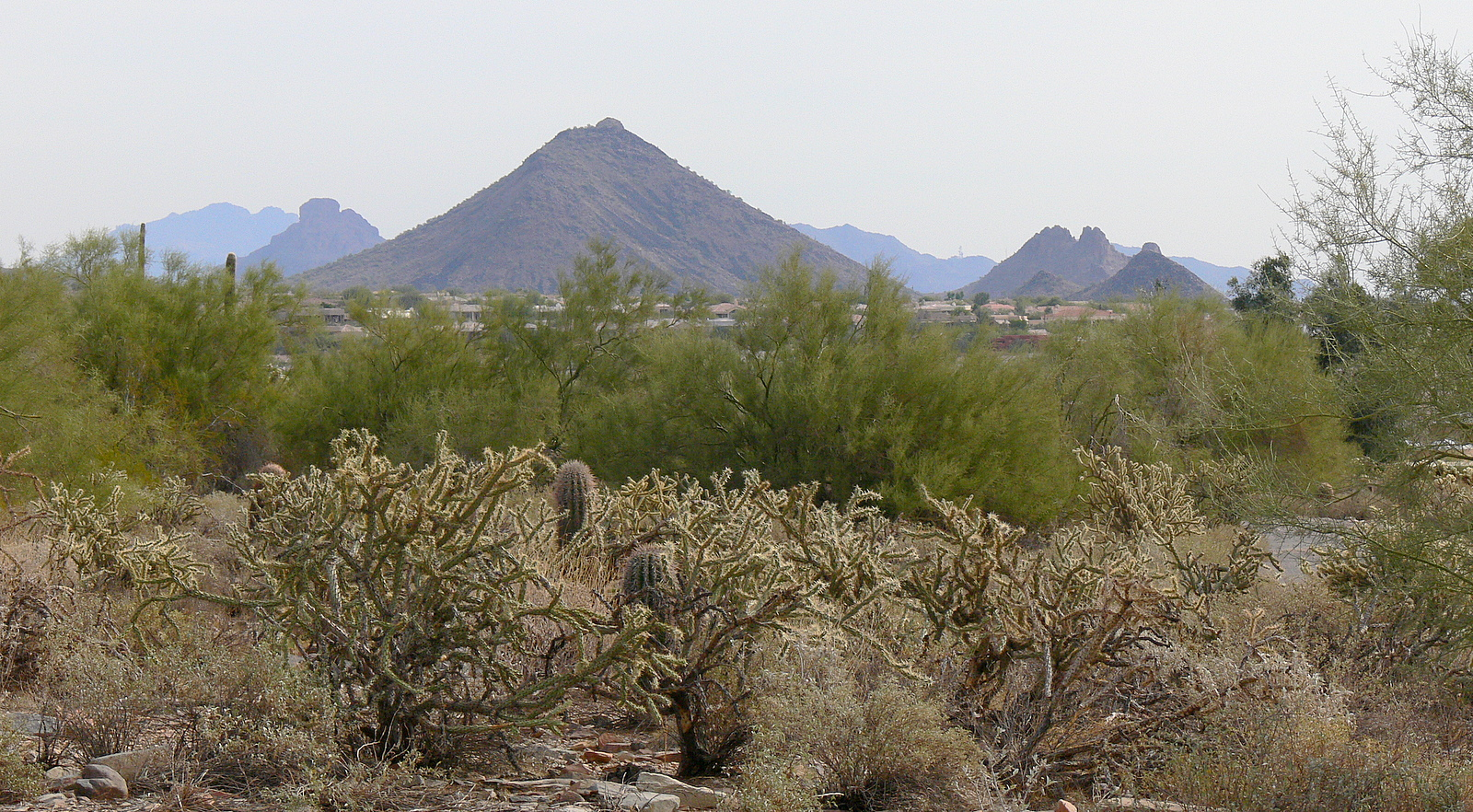
Imagine 9 - Deşertul Sonora -- la nord de Scottsdale, Arizona
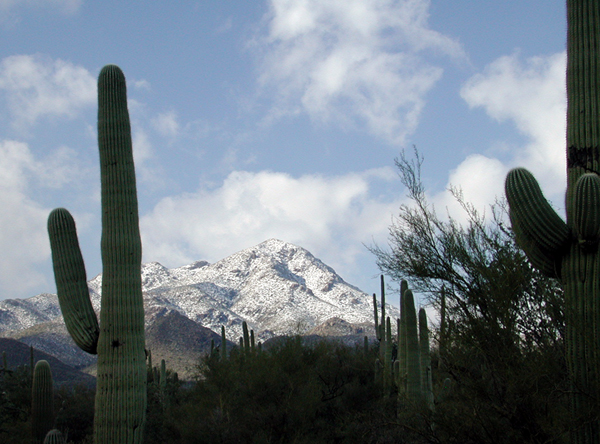
Imagine 10 - Deşertul Sonora -- Muntele Wasson, cel mai înalt vârf montan din Saguaro National Park, aflat în apropierea oraşului Tucson, Arizona

1. ↑  Sonoran Desert (în engleză), Center for Biological Diversity[*], accesat în 21 februarie 2022
2. ↑  Gazetteer, accesat în 21 februarie 2022
3. 1 2 3 4 5 6 7 8  Encyclopædia Britannica Online, accesat în 21 februarie 2022
4. 1 2  GeoNames, accesat în 21 februarie 2022
5. 1 2  GeoNames, accesat în 20 februarie 2022
6. 1 2 3  National Agricultural Library Thesaurus, accesat în 21 februarie 2022